# Juventino Rosas (Guanajuato)
Juventino Rosas es una ciudad del estado mexicano de Guanajuato, que es cabecera del municipio de Santa Cruz de Juventino Rosas.

## Toponimia
La población lleva el nombre de Santa Cruz, porque mediante la cédula virreinal otorgada por el virrey Baltasar de Zúñiga Guzmán Sotomayor y Mendoza, que concede licencia para fundar un pueblo doctrina, pueblo de indios, del 9 de octubre de 1718; mediante la que, se determina que llevaría el nombre de la santa patrona de la casa grande (hacienda), en donde se afectaron los terrenos. Así, la santa patrona de la hacienda de Comontuoso, lo era la Santa Cruz.
El nombre de Juventino Rosas, que lleva desde el 1 de enero de 1939, es en homenaje al hijo más reconocido de este lugar, el compositor del vals "Sobre las olas", Juventino Rosas Cadenas (Investigación y texto de Víctor Manuel García Flores).

## Diferentes nombres y categorías de la población
Desde el 21 de septiembre de 1717, fecha en que José de Villa y Urrutia, teniente general de la Alcaldía Mayor de León, se presentó en los terrenos afectados de la hacienda de Comontuoso, propiedad de Margarita Cano, a efecto de hacer entrega física de un solar a cada uno de los solicitantes, arrendatarios de la hacendada que vivían dispersamente al pie de las parcelas rentadas; construyéndose una capilla provisional, a partir de entonces se le conoció como la VICARÍA DE COMONTUOSO.
El 9 de octubre de 1718, el 36.º virrey de la Nueva España, Baltasar de Zúñiga Guzmán Sotomayor y Mendoza, marqués de Valero y duque de Arión, otorga la cédula virreinal que concede licencia a los naturales solicitantes de terrenos de las haciendas de Comontuoso, El Guaje, Amoles y El Rincón, jurisdicción de Celaya, para la fundación de pueblos-doctrina, pueblos de indios; elevando a la categoría de pueblos a las vicarías que, en adelante se llamarían Santa Cruz de Comontuoso (actualmente Santa Cruz de Juventino Rosas), Purísima Concepción del Guaje (actualmente Villagrán), San José de los Amoles (actualmente Cortazar) y San Bartolomé del Rincón (actualmente Rincón de Tamayo, municipio de Celaya). La ejecución oficial de las fundaciones, se realizaron en 1721, el 3 de mayo en Santa Cruz de Comontuoso, el 4 de mayo en Purísima Concepción del Guaje, el 5 de mayo en San José de Amoles y el 16 de mayo en San Bartolomé del Rincón. Así pues, desde el 9 de octubre de 1718, se convirtió en el pueblo de SANTA CRUZ DE COMONTUOSO.
En el México Independiente, una vez constituida la República en 1824, la intendencia de Guanajuato se convierte en entidad federativa y el 14 de abril de 1826 se proclama la primera Constitución Política del Estado Libre y Soberano de Guanajuato. A partir de entonces, se le conoce únicamente como el pueblo de SANTA CRUZ.
Mediante el decreto número 8, de la XII Legislatura Local del Estado de Guanajuato, de fecha 19 de noviembre de 1886, se le concede la categoría de villa con el nombre de SANTA CRUZ.
El XIX Congreso del Estado de Guanajuato, por medio del decreto número 93, en homenaje a Hermenegildo Galeana, héroe insurgente, con fecha 24 de mayo de 1912, le concede la categoría de ciudad con el nombre de SANTA CRUZ DE GALEANA.
La XXXIV Legislatura Local del Estado de Guanajuato, mediante el decreto 197, a petición de algunos habitantes del municipio y como homenaje a su hijo más reconocido, al autor del vals "Sobre las olas", Juventino Rosas Cadenas, el 1 de enero de 1939, cambia su nombre anterior por el de municipio y ciudad JUVENTINO ROSAS.
Por la inconformidad de algunos santacrucenses, unos por razones históricas y por tradición, otros por argumentos religiosos como el movimiento sinarquista, y para dejar contentos a todos, el XXXVII Congreso del Estado de Guanajuato, el 17 de junio de 1956, cambia nuevamente el nombre, que perdura hasta la fecha, ahora por el de municipio y ciudad de SANTA CRUZ DE JUVENTINO ROSAS (Investigación y texto de Víctor Manuel García Flores).

## Escudo municipal
Con motivo de un aniversario más de la toma de la Alhóndiga de Granaditas, por parte de los insurgentes encabezados por don Miguel Hidalgo, el gobernador del estado de Guanajuato, don José Aguilar y Maya, solicitó a todos los ayuntamientos que crearan un escudo municipal, para estrenarlos en el desfile del 28 de septiembre de 1954. 
Siendo presidente municipal de Juventino Rosas, Ricardo González González, instruyó a J. Jesús Lerma Campos, para que se encargara de mandar hacer el escudo de armas del municipio. Por las gestiones del señor Lerma, el experto en heráldica, el español Antonio Nieto León, director de la revista “Anales”, de Madrid, España, y encargado de la sección heráldica y apellidos, quien investigó las principales características de la población, creó el escudo municipal que continúa vigente. La descripción del escudo, hecha por su propio creador es la siguiente:
”Sobre el pergamino enrollado en su parte superior y curvo en el inferior, se encuentran dos estrellas en azul sobre un fondo de color plata, una de cada lado, que representan la luminosidad del arte; al centro, una cruz en oro con sudario blanco sobre los brazos, que simboliza el nombre de Santa Cruz, cinco rosas al pie y a los lados de la cruz, que significan los premios que se otorgan a los artistas en los concursos florales. Como soporte de la cruz, la nube verde y dentro de ella dos ramas de laurel en verde más oscuro, se refiere al premio que se daba a los triunfadores en certámenes líricos o poéticos; entre las ramas de laurel, una lira en oro que representa la música; abajo, franjas onduladas en azul y plata que asemejan olas, englobando así ideográficamente el vals “Sobre las olas”, composición cumbre del hijo de esta ciudad, Juventino Rosas Cadenas. Sobre el pergamino, el escudo nacional y a los lados de este, cubriendo los flancos exteriormente, dos banderas nacionales” (Investigación y texto de Víctor Manuel García Flores).

## Historia
1. Orígenes
1.1 Los primeros pobladores en Santa Cruz de Juventino Rosas
Es preciso aclarar que, el actual estado de Guanajuato, en la época prehispánica era casi paso obligado para los grupos nómadas que transitaban, en busca de mejores condiciones de vida, de Aridoamérica a Mesoamérica; y que, genéricamente eran conocidos por los mesoamericanos con una cultura superior, como chichimecas, vocablo náhuatl que significa “Linaje de perros”. Sin embargo, si se les llamaba chichimecas porque eran grupos bárbaros, sin barniz cultural y cazadores y recolectores, es decir, no civilizados; todos los pueblos mesoamericanos también fueron chichimecas, pues antes de habitar en esta zona geográfica, en donde se civilizaron y se culturizaron, todos provenían del norte, de Aridoamérica, en estado nómada e incivilizado. Por otro lado, también es preciso señalar que, al final del período postclásico, a un determinado grupo de diferentes bandas nómadas se les conoció más concretamente como chichimecas.
Cuando llegaron los españoles al actual territorio mexicano, en 1517, en lo que ahora es Guanajuato, si bien los llamados chichimecas merodeaban por las diferentes regiones del estado, las principales etnias se distribuían de la siguiente manera: en el norte, en las regiones conocidas como la Sierra Gorda y parte de Los Altos, los chichimecas, nombre genérico que se les daba a chimalhuacanos, pames, guamares, copuces, guaxabanes, cazcanes, guachichiles, serranos y jonaces; en el sur, en parte de la región conocida como los Valles Abajeños, al sur del río Lerma, los purépechas o tarascos; y, en el centro, en las regiones de parte de Los Altos, la Sierra Central, el Bajío y parte de los Valles Abajeños, región conocida en ese entonces como Mo-o-ti, palabra otomí que significa “Lugar de metales”, los otomíes o ñahñúes.
A pesar de que algunos investigadores opinan que, los chichimecas fueron los primeros pobladores en el ahora municipio de Santa Cruz de Juventino Rosas y que, posteriormente llegaron los otomíes; justo es aclarar que, no es de dudarse que grupos chichimecas hayan cruzado por este territorio en los diferentes períodos u horizontes históricos, en busca de mejores condiciones de vida, provenientes del norte, de Aridoamérica, en su paso hacia el altiplano central. Asimismo, bueno es recordar que los mesoamericanos llamaban chichimecas a todas las etnias nómadas que venían de Aridoamérica, en estado bárbaro, incluyendo a los otomíes y que algunos historiadores contemporáneos siguen considerando a los otomíes como chichimecas.
Sin embargo, lo más probable es que, el primer grupo étnico que llegó al lugar que se llamaría Santa Cruz de Comontuoso, actualmente Santa Cruz de Juventino Rosas, en parte de la región conocida como Mo-o-ti, entre la Sierra Central y el Bajío, en Aridoamérica, aunque cercano a la frontera con Mesoamérica, fue el otomí o ñahñú; es difícil precisar la fecha, pero tal hecho tuvo que acontecer en el período u horizonte postclásico, entre los siglos XIII y XVI. Si bien, como se mencionaba, en esta época, y aún en anteriores, diferentes grupos nómadas, entre ellos los chichimecas, es posible que hayan cruzado por territorio santacrucense, en su peregrinar a Mesoamérica, lo cierto es que, los otomíes fueron los primeros en establecerse en el lugar en forma sedentaria.
Los otomíes o ñahñúes, son indígenas que en la actualidad habitan principalmente en el centro de Hidalgo, al noroeste del Estado de México y en pequeñas zonas de Guanajuato, Querétaro, Michoacán, Morelos, Puebla, Tlaxcala y Veracruz. Su lengua forma parte del grupo otomangue. Los otomíes se establecieron en el período u horizonte clásico en el noroeste del valle de México, principalmente en Xaltocán e Ixtapalapa; procedían al parecer de Tula, y es posible que, hayan dominado un territorio mayor al que ocupaban a la llegada de los españoles. Durante el siglo XIII, el imperio de Xaltocán alcanzó su apogeo. Texcoco fue habitada primeramente por otomíes, sus fundadores. Algunos grupos otomíes, se sometieron a un amplio mestizaje en los valles del altiplano central, mientras que otros se establecieron en las entidades señaladas. Los otomíes rechazan que se les adjudique dicho nombre, que significa “Flechadores de pájaros” o “Agresivos”, y prefieren llamarse ñahñúes, que quiere decir “Gente de aquí”. Sus principales deidades eran: Yoxippa, dios creador y protector; Dahtzu-me y Na-ndoe-hta, madre y padre viejos; Dche-hmuhke, dios del agua y de los sembradíos; Hiadi, dios del sol, dador del fuego y de la vida; Eday, dios del viento, de la fuerza y de la milpa; y, Na-ztzibi, dios del fuego hogareño.
En el ahora municipio de Santa Cruz de Juventino Rosas, los otomíes o ñahñúes se establecieron en las mediaciones de El Naranjillo y El Rinconcillo y también en la planicie; en los primeros dos lugares, todavía se encuentran restos arqueológicos de sus edificaciones con marcado estilo tolteca, influencia dominante de la época, pese al saqueo del que han sido objeto.
1.2 Los primeros asentamientos coloniales santacrucenses
Después de la conquista, paso a paso, se fueron fundando las primeros centros poblacionales, cercanos a lo que posteriormente sería Santa Cruz de Comontuoso; en 1540, Salamanca; en 1542, San Miguel el Grande, ahora Allende y Chamacuero, actual Comonfort; en 1547, Irapuato; en 1552, el capitán Juan de Jaso, a las órdenes de Hernán Pérez de Bocanegra, descubrió las vetas mineras de Cuanaxhuato, así en 1554 se funda el Real de Minas y Santa Fe de Guanajuato, hoy Guanajuato; y, en 1571, Nuestra Señora de la Purísima Concepción de Zalaya, ahora Celaya.
Los terrenos que hoy ocupa el municipio de Santa Cruz de Juventino Rosas, inicialmente pertenecían a la jurisdicción de la Alcaldía Mayor de la Villa de Nuestra Señora de la Purísima Concepción de Zalaya. A fines del siglo XVI o principios del XVII, españoles que radicaban en la actual Celaya, establecieron los primeros asentamientos coloniales en territorio santacrucense: las haciendas. Centros agrícolas y ganaderos, con una casa grande y extensas áreas para sembrar y el pasteo de animales, las haciendas eran propiedades de españoles quienes, en su mayoría, radicaban en la capital de la Nueva España o en otras ciudades de la provincia; los encargados de vigilar las tareas propias de estos asentamientos eran los mayordomos y los encargados de trabajarlas, los indígenas.
¿Cuales fueron las primeras haciendas en lo que sería Santa Cruz de Comontuoso, actualmente municipio de Santa Cruz de Juventino Rosas y cuando se establecieron? La anterior pregunta es difícil de responder. Hay diferentes versiones respecto al tema pero, la mayoría sin sustento documental. Hay quienes afirman que las primeras haciendas fueron: Comontuoso, Santa Crucita, San Antonio y Los Llanos. Otros consideran que entre las más antiguas se encontraban también: Valencia, Romerillo y El Tecolote.
Sin embargo, documentos que apoyan esta investigación, dan fe de que en el siglo XVII existían los siguientes asentamientos y algunos de sus propietarios: en 1631, Cristóbal Cano y Molina, propietario de la hacienda de Comontuoso, vende medio sitio de caballería de tierra para estancia de ganado mayor a don Baltasar Centeno, en estos terrenos adquiridos, surgiría el poblado de Rincón de Centeno, actualmente localidad del municipio de Santa Cruz de Juventino Rosas, el poblado más antiguo; en 1666, nuevamente don Cristóbal Cano y Molina, propietario de la hacienda de Comontuoso, vende al indígena don Diego Martín, un rancho que ya venía ocupando, de 3 caballerías de tierra, de este predio surgiría Santiago de Cuendá, localidad del hoy municipio de Santa Cruz de Juventino Rosas; entre 1668 y 1669, don Gaspar Salvago vende a don Diego De la Cruz Saravia, la hacienda de Los Llanos; en 1680, don Agustín de Valdés y Portugal vende la hacienda de Valencia a don Andrés Fernández Gil; y, en otro documento de la época se asienta que, en 1680, ya estaban establecidas las haciendas Romerillo y El Tecolote, de esta última, su propietario era don Nicolás García De León. Al crearse estos asentamientos, los otomíes que habitaban este territorio perdieron su libertad y sus comunidades y pasaron a ser peones de las haciendas y a vivir en sus contornos.
1.3 La Hacienda de Comontuoso
Sin duda alguna, el asentamiento más importante y quizá, el más antiguo, de la época de la colonia, en el ahora municipio de Santa Cruz de Juventino Rosas, lo fue la hacienda de Comontuoso, en cuyos terrenos se fundó. Se dice que su primer propietario fue don Juan Antonio De Montuoso, y que, se estableció en 1590; otra versión indica que, la primera propietaria fue doña Antonia Ruvalcaba de Bulnes; Sin embargo, ambas opiniones carecen de soporte documental. Los documentos consultados en esta investigación, asientan que, uno de los primeros dueños de la hacienda, sin precisar si fue el primero, lo fue don Agustín De Valdés y Portugal y posteriormente, don Cristóbal Cano y Molina y sus herederos.
Como quedó establecido, los otomíes, con la creación de las haciendas perdieron su libertad y sus comunidades, al convertirse en peones y vivir en las cercanías de las mismas; sin embargo, con el paso del tiempo, algunos indígenas que le mostraban lealtad al hacendado y que, se ganaban la confianza de éste, empezaron a “ranchear” parcelas, o sea rentar, para trabajarlas por su cuenta, pagando por ello cierta cantidad en dinero o en especie, con los productos de las cosechas. Así, los naturales del lugar que “rancheaban” algunas parcelas, comenzaron a construir sus viviendas al pie de las parcelas que rentaban, por lo que, los asentamientos en terrenos de las haciendas comenzaron a proliferar, ya no necesariamente alrededor de los cascos de las mismas. Esto sucedió también en Comontuoso.
1.4 Rincón de Centeno
Como ya se mencionó, la actual localidad de Rincón de Centeno, en el municipio de Santa Cruz de Juventino Rosas, es la población más antigua. Don Cristóbal Cano y Molina, español, vecino de Celaya, en donde llegó a ser alcalde mayor y propietario de la hacienda de Comontuoso, en el año de 1631 vende a don Baltasar Centeno, natural de estos lares, medio sitio de caballería para estancia de ganado. En estos terrenos, los descendientes de don Baltasar Centeno establecieron el poblado que ahora se denomina Rincón de Centeno.
1.5 Santiago de Cuendá
En 1666, don Cristóbal Cano y Molina, propietario de la hacienda de Comontuoso, vendió al nativo Diego Martín, que había sido su trabajador, un rancho que ya venía rentando el indígena, al sur de la hacienda, de tres caballerías de tierra en 560 pesos oro; como quedó asentado en la escritura de fecha 17 de septiembre de 1666, pasada ante la fe del escribano real Andrés Pacheco, de la jurisdicción de Celaya.
Tiempo después, en 1680, don Juan Cano de Tovar y don Miguel Cano de Tovar, descendientes de don Cristóbal Cano y Molina, el 29 de septiembre venden un cuarto de caballería de terreno de la hacienda de Comontuoso, a los descendientes de Diego Martín: Baltasar, Martín, José, Felipe y Santiago, todos de apellido Martín, en la cantidad de 40 pesos oro; lo anterior, consta en escritura de la fecha, pasada ante la fe de los escribanos reales José de Haro y José Estrada, de la jurisdicción de Celaya.
El terreno que en 1666 fue comprado por Diego Martín y el adquirido por sus descendientes en 1680, en conjunto, en adelante sería conocido como Santiaguillo de Cuendá, actualmente Santiago de Cuendá, localidad del municipio de Santa Cruz de Juventino Rosas.
1.6 Necesidad de fundar pueblos-doctrina
Las haciendas de: Comontuoso, en el actual Santa Cruz de Juventino Rosas; El Guaje, en el ahora Villagrán: Los Amoles, en el hoy Cortazar; y, El Rincón, en la actual localidad de Rincón de Tamayo, municipio de Celaya; durante el siglo XVII, habían prosperado enormemente y ocupaban gran cantidad de indios otomíes para trabajar sus tierras.
Los nativos, habían abandonado sus comunidades originales y vivían en las periferias de las haciendas; pero, quienes rentaban o ya habían comprado algunas caballerías de tierra, radicaban independientemente a la orilla de las parcelas, situación que proliferó y así se fueron conformando pequeñas congregaciones de indios otomíes.
En El Guaje y en Los Amoles, a fines del siglo XVII ya se habían establecido poblaciones más en forma, mientras que en Comontuoso y El Rincón, seguían siendo caseríos dispersos, al pie de las parcelas.
Sin embargo, el número de naturales catequizados había aumentado considerablemente en estos parajes y los nuevos cristianos no contaban con los servicios religiosos indispensables, por lo que, tenían que acudir hasta Celaya para recibirlos, con todos los inconvenientes que implicaba este viaje, pues todavía no existían caminos adecuados, ni medios de transporte y se transitaba por lugares inseguros; un enfermo de gravedad, si se le llevaba a Celaya a recibir la extremaunción, era probable que muriera en el trayecto.
Era necesario pues, fundar en estos lares pueblos-doctrina que tuvieran su propia parroquia.
1.7 Los trámites de pueblos hermanos
Fue así que, entre 1702 y 1711, período en que gobernó don Francisco Fernández De la Cueva Enríquez, décimo duque de Alburquerque, 34.º virrey de la Nueva España; presionados por frailes que moraban por esos lugares, los nativos que rentaban tierras de las haciendas de Comontuoso, El Guaje, Los Amoles y El Rincón, tramitaron que se efectuaran fundaciones de pueblos-doctrina, en terrenos de dichas haciendas, a fin de contar con sus propias parroquias.
Los trámites se iniciaron pues, probablemente, en la primera década del siglo XVIII, ante el virrey mencionado, a efecto de fundar dichos pueblos, aunque se insiste que, mientras en El Guaje y en Los Amoles ya había pueblos formados, en Comontuoso y en El Rincón, aún no, sino caseríos dispersos.
En ese entonces, los propietarios de las haciendas eran: doña Margarita Cano, de Comontuoso; el capitán don Manuel De la Cruz Saravia, de El Guaje; el capitán don Agustín de Osio y Ocampo, de Los Amoles; y, don Antonio de Tamayo, de El Rincón.
Evidentemente, los propietarios de las haciendas se oponían a las fundaciones, pues perderían parte de sus tierras y las rentas que les aportaban quienes les “rancheaban” parcelas. Sin embargo, presionadas por los naturales y los religiosos, las autoridades virreinales se impusieron y continuaron los trámites de las fundaciones.
El 15 de enero de 1711, don Francisco Fernández De la Cueva Enríquez deja el cargo y es sustituido por don Fernando De Alencastre Noroña y Silva, duque de Linares y marqués de Valdefuentes, 35.º virrey de la Nueva España, que gobernó hasta 1716. El 3 de noviembre de 1711, las autoridades virreinales giraron un despacho al alcalde mayor de Celaya, para reconocer los parajes solicitados, pero el alcalde, que tenía compromisos con los hacendados, no acudió a reconocer los lugares que se pudieran afectar y le dio largas al asunto.
El 9 de febrero de 1713, un decreto virreinal comisionó al licenciado don Francisco Eguía, abogado de la Real Audiencia, en la jurisdicción de Celaya, para ejecutar trabajos relativos a las fundaciones solicitadas, que no se realizaron. Los naturales de los pueblos que pretendían las fundaciones, se quejaron ante el virrey don Fernando De Alencastre de que, el alcalde mayor de la villa de Celaya no aceptaba la división de las tierras, pues estaba en contubernio con los hacendados afectados y no asistía a dichas tierras a dar fe de ojos.
En el año de 1716, don Fernando De Alencastre Noroña y Silva, cede el cargo a don Baltasar De Zúñiga Guzmán Sotomayor y Mendoza, marqués de Valero y duque de Arión, 36.º virrey de la Nueva España, que gobernó hasta 1722. El 9 de enero de 1717, los nativos de los poblados solicitantes de la jurisdicción de Celaya, enviaron un escrito al nuevo virrey solicitando que ordenara al obispo de Michoacán, que erigiera parroquias en dichos lugares. De tal forma, el virrey don Baltasar De Zúñiga ordenó al obispo de la provincia michoacana, dar providencias para la ejecución de parroquias y mandar a sus vicarios a colocar las primeras piedras y erigir sus capillas y así, poder atender a los naturales en sus necesidades religiosas. Asimismo, los pobladores solicitan al virrey que, sea el alcalde mayor de la Villa de León, quien se constituya en veedor del trazado de los pueblos-doctrina.
El 12 de junio de 1717, el virrey ordena al alcalde mayor de León que acuda a la jurisdicción de Celaya, a ejecutar diligencias y hacer un reconocimiento. A su vez, el alcalde mayor de León ordena a su teniente general de partido, don José De Villa y Urrutia para que, oficialmente, haga la división de tierras, llamando a los propietarios de las haciendas afectadas; y así, puedan quedar repartidas las tierras de Comontuoso, El Guaje, Los Amoles y El Rincón.
El 21 de septiembre de 1717, al pie de la Sierra de Codornices, parte de la Sierra Central del actual estado de Guanajuato; previa notificación a la propietaria, don José De Villa y Urrutia se constituyó en el centro de los terrenos afectados a la hacienda de Comontuoso y así, a los indios arrendatarios de dicha hacienda, que vivían dispersos, le asignó a cada jefe de familia de estos, un solar, correspondiente a una manzana y se dejaron dos solares reservados, uno para la casa curial y otro para la casa de gobierno; el terreno desmontado restante, se asignó como tierras comunales. Así se convirtió en una auténtica congregación de indios otomíes.
Al nuevo poblado se le adjudicaron 600 varas para cada punto cardinal, partiendo del centro, haciendo los señalamientos limítrofes con cruces de cantera, conocidas como las cruces de los cuatro vientos, como se acostumbraba en esa época. Así, la cruz de cantera del centro del poblado se ubicó en el actual atrio de la parroquia, en donde ahora precisamente se encuentra un monumento, con una cruz en su cúspide, también de cantera, que conmemora el origen del poblado; la cruz del norte, se ubicó en donde actualmente se encuentra la esquina de las calles 5 de mayo y Albino García; la cruz del oriente, en la esquina que forman las hoy calles Netzahualcóyotl y Corregidora; la cruz del sur, en la esquina de las ahora calles 16 de septiembre y Manuel M. Moreno; y, la cruz del poniente, en la esquina actual de las calles 1° de mayo y Benito Juárez. Un procedimiento similar se realizó en El Rincón, al igual que en El Guaje y en Los Amoles, aunque en estos dos últimos lugares con algunas variantes, pues como se ha precisado, en estos terrenos ya había poblados. El 15 de diciembre de 1717, el teniente general don José De Villa y Urrutia rinde su informe al virrey. El 9 de julio de 1718, el virrey ordena ejecución y colocar las primeras piedras de cuatro parroquias, una para cada grupo solicitante y la veneración de sus santos titulares, naciendo así, estos pueblos hermanos.
1.8 La Fundación de Santa Cruz de Comontuoso
El 9 de octubre de 1718, el 36.º virrey de la Nueva España, don Baltasar de Zúñiga Guzmán Sotomayor y Mendoza, marqués de Valero y duque de Arión, otorga la cédula virreinal que concede licencia a los naturales de los parajes expresados, de la jurisdicción de Celaya, para la fundación de pueblos-doctrina, pueblos de indios, elevando así a las ya vicarías de Comontuoso, El Guaje, Los Amoles y El Rincón, a la categoría de pueblos.
Conociéndose en adelante estos pueblos hermanos, con los nombres que les fueron otorgados por el virrey en la propia cédula, sobre la base de los santos titulares y patronos de la casa grande de sus haciendas. La santa titular y patrona de la hacienda de Comontuoso, lo era la Santa Cruz; la santa titular y patrona de El Guaje, era la Purísima Concepción; el santo titular y patrono de Los Amoles, lo era San José; y, el santo titular y patrono de El Rincón, era San Bartolomé. Por tal razón, los nombres decretados por el virrey fueron: Santa Cruz de Comontuoso (Santa Cruz de Juventino Rosas), Purísima Concepción del Guaje (Villagrán), San José de los Amoles (Cortazar) y San Bartolomé del Rincón (Rincón de Tamayo, municipio de Celaya).
Inmediatamente, hubo vicarios interinos en los cuatro nuevos pueblos, correspondiendo a don Miguel de Guevara, serlo en Santa Cruz de Comontuoso. En 1719, comenzó a haber servicio eclesiástico en forma y el nombramiento de un vicario fijo, siendo don José Bravo, el primero en Santa Cruz de Comontuoso.
El 11 de enero de 1721, el virrey expidió un decreto u ordenanza, en el que, se nombraban a las personas que habrían de ocupar los cargos del cabildo, en los cuatro pueblos, escogiendo a caciques, naturales de mayor jerarquía; siendo elegido don Antonio Rico, como primer alcalde de Santa Cruz de Comontuoso.
Fue hasta el domingo 3 de mayo de 1721, día de la Santa Cruz, cuando se ejecutó oficialmente la fundación con categoría de pueblo, de Santa Cruz de Comontuoso, vicaría de San Juan de la Vega, perteneciente al departamento de Celaya; cuando por primera vez, se bendijo y se elevó el santísimo sacramento al altar de la parroquia que sustituyó a la capilla original.
El lunes 4 de mayo, se ejecutó la fundación de Purísima Concepción del Guaje; el martes 5 de mayo, la de San José de los Amoles; y, el sábado 16 de mayo, la de San Bartolomé del Rincón.
El 14 de septiembre de 1723, las autoridades eclesiásticas bendijeron el primer templo que sustituyó a la capilla original en Santa Cruz de Comontuoso.
Administrativamente, los cuatro nuevos pueblos, pertenecían al departamento de Celaya; y eclesiásticamente, al curato de San Juan de la Vega, que se integraba con: San Juan de la Vega, como sede del curato y las vicarías de Santa Cruz de Comontuoso, Purísima Concepción del Guaje, San José de los Amoles, San Bartolomé del Rincón, San Miguel de Octopan y Neutla (Investigación y texto de Víctor Manuel García Flores).

## Efemérides
Efemérides anual
Enero
1° de enero de 1920 – Primer Ayuntamiento Constitucional, encabezado por Ángel Paniagua Flores, como presidente municipal, sustituido el 5 de mayo por Lorenzo Moreno Rico. El período era solamente de un año.
1° de enero de 1923 – Primer período con duración de dos años, del Ayuntamiento Municipal, 1923-1924, siendo presidente municipal Donaciano Rentería Moreno.
1° de enero de 1939 – Mediante el decreto número 197, de la XXXIV Legislatura del Congreso del Estado, como homenaje al compositor Juventino Rosas Cadenas, se cambia el nombre de la ciudad y del municipio, de Santa Cruz de Galeana a Juventino Rosas.
1° de enero de 1952 – Primer período constitucional con duración de tres años, del Ayuntamiento Municipal, 1952-1954, siendo presidente, Ricardo González González.
1° de enero de 1995 – Desde 1931, todos los presidentes municipales habían sido elegidos representando al Partido Revolucionario Institucional, o sus antecesores, el Partido Nacional Revolucionario o el Partido de la Revolución Mexicana. Por primera vez, un candidato no postulado por el en ese entonces partido oficial, resultó triunfador en las elecciones del primer domingo de diciembre de 1994, el candidato independiente Ramón Gasca Mendoza, que sin apoyo partidista, pero si popular, fue el más votado, ante la inconformidad de la población, con un cacicazgo que dominaba la escena política desde 1974, salvo un breve lapso. Si bien, en la legislación electoral no se permitían las candidaturas independientes, se le dio el triunfo a Gasca Mendoza, para evitar un conflicto social. Sin base jurídica, pero con una entendible decisión política, se le ajustó un ayuntamiento a modo, para que pudiera gobernar. En esta fecha, comenzó a funcionar esta administración que fue el parteaguas, para que en adelante, hubiera alternancia y no volviera a dominar un solo partido político.
1° de enero de 1998 - Primer Ayuntamiento Constitucional, en el que el presidente municipal, el profesor Ernesto Rodríguez Villafaña, resultó triunfador en las elecciones, postulado por un partido político diferente al Partido Revolucionario Institucional, al ser candidato del Partido Verde Ecologista de México.
9 de enero de 1717 - Los nativos de los poblados solicitantes de la jurisdicción de Celaya, arrendatarios de las haciendas de Comontuoso, El Guaje, Los Amoles y El Rincón; aprovechando que don Baltasar de Zúñiga Guzmán Sotomayor y Mendoza, era el nuevo virrey de la Nueva España, le enviaron un escrito solicitando que ordenara al obispo de Michoacán que erigiera parroquias en dichos lugares. De tal forma, don Baltasar de Zúñiga ordenó al obispo de la provincia michoacana dar providencias para la ejecución de parroquias y mandar a sus vicarios a colocar las primeras piedras y erigir sus capillas y así, poder atender a los naturales en sus necesidades religiosas.
11 de enero de 1721 – El virrey Baltasar de Zúñiga, expidió un decreto u ordenanza, en el que, se nombraban a las personas que habrían de ocupar los cargos del cabildo, en los cuatro pueblos: Santa Cruz de Comontuoso, Purísima Concepción del Guaje, San José de los Amoles y San Bartolomé del Rincón;  escogiendo a caciques naturales de mayor jerarquía, siendo elegido don Antonio Rico, como primer alcalde de Santa Cruz de Comontuoso.
25 de enero de 1868 – Nace en el pueblo de Santa Cruz, José Juventino Policarpo Rosas Cadenas, más conocido como Juventino Rosas, considerado el mejor músico mexicano del siglo XIX. Creador del mundialmente famoso vals “Sobre las olas”.
Febrero
4 de febrero de 1962 – Creación de la Escuela Secundaria Oficial Estatal “Maestro Justo Sierra”.
5 de febrero de 1917 – Ignacio López, diputado constituyente, representando al XI Distrito Electoral Federal, con cabecera en Santa Cruz de Galeana, del estado de Guanajuato; junto a los demás constituyentes, participa en los trabajos que se desarrollan en el Teatro Iturbide, actualmente Teatro de la República, en la ciudad de Querétaro, que culminan con la promulgación de la Constitución Política de los Estados Unidos Mexicanos, aún vigente.
25 de febrero de 1904 – Nace en la villa de Santa Cruz, J. Jesús Arellano Navarro, compositor, cantante, poeta, dibujante y pintor. Creador del famoso corrido “Primero Guanajuato”.
25 de febrero de 1940 – Santacrucenses, en su mayoría campesinos, participan en el desfile en honor de la bandera mexicana, organizado por el Movimiento Nacional Sinarquista; al pasar la marcha por la confluencia que forman las calles Corregidora, Aldama y Colón, milicia estatal, las defensas rurales, apostadas en las azoteas, disparan sobre los marchistas, matando a doce de ellos e hiriendo a varios más, convirtiéndose en los mártires sinarquistas.
Marzo
31 de marzo de 1900 – Nace en la villa de Santa Cruz, J. Jesús Zárate Damián, quien fuera periodista por más de sesenta años. En 1961, al cumplir 50 años de periodista, fue reconocido como “Decano del Periodismo en Guanajuato”.
Abril
1° de abril de 1995 – Fallece en la ciudad de Celaya, el santacrucense J. Jesús Zárate Damián, pionero del periodismo en Guanajuato.
14 de abril de 1826 – Al consumarse la Independencia, y después del efímero imperio de Agustín de Iturbide, en 1824, se proclama la primera Constitución Política del México independiente; en ella, la intendencia de Guanajuato pasa a ser un estado de la nueva República y, en esta fecha, se proclama la primera Constitución Política del estado de Guanajuato, a partir de ella, el pueblo de Santa Cruz de Comontuoso pasó a llamarse únicamente: el pueblo de Santa Cruz.
Mayo
3 de mayo de 1721 – Día de la Santa Cruz. En esta fecha, domingo, se ejecutó oficialmente la fundación con categoría de pueblo, de Santa Cruz de Comontuoso, vicaría de San Juan de la Vega, perteneciente al departamento de Celaya; cuando por primera vez, se bendijo y se elevó el santísimo, en el altar de la parroquia que sustituyó a la capilla original. El lunes 4 de mayo, se ejecutó la fundación de Purísima Concepción del Guaje; el martes 5 de mayo, la de San José de los Amoles; y, el sábado 16 de mayo, la de San Bartolomé del Rincón.
18 de mayo de 1824 – Fecha de la carta dirigida al gobernador del estado de Guanajuato, coronel Pedro Otero, suscrita por el alcalde de Santa Cruz de Comontuoso, Jacinto Ramírez y por el secretario, Francisco Sardaneta; mediante la cual, se solicita apoyo para continuar con las obras de construcción del templo, detenidas desde 1822.
24 de mayo de 1912 – La XIX Legislatura del Congreso del estado de Guanajuato, en honor del insurgente guerrerense Hermenegildo Galeana, mediante el decreto número 93, concede a la villa de Santa Cruz, la categoría de ciudad, con el nombre de Santa Cruz de Galeana.
Junio
12 de junio de 1717 -  Ante la omisión de las autoridades de Celaya, en el cumplimiento de los despachos virreinales anteriores, que ordenaban dar fe de ojos en los terrenos solicitados por arrendatarios de las haciendas de Comontuoso, El Guaje, Los Amoles y El Rincón, por compromisos con los hacendados; en esta fecha, el virrey Baltasar de Zúñiga ordena al alcalde mayor de León que acuda a la jurisdicción de Celaya, a ejecutar diligencias y hacer un reconocimiento.
12 de junio de 1912 – Pomposo Flores, gavillero revolucionario ataca la ciudad de Santa Cruz de Galeana, resultando muerto el jefe político Evaristo G. Bustamante.
17 de junio de 1956 – Mediante el decreto 72, de la XXXVII Legislatura del Congreso del Estado, se cambió el nombre de la ciudad y del municipio, de Juventino Rosas a Santa Cruz de Juventino Rosas; a petición de ciudadanos santacrucenses, incluyendo el movimiento sinarquista, en rescate del nombre original de Santa Cruz. Hasta la fecha perdura el nombre de Santa Cruz de Juventino Rosas.
24 de junio de 1916 – José Siurob Ramírez, gobernador del estado de Guanajuato, con el pretexto de que Santa Cruz de Galeana era un nido de villistas, por la insurrección del jefe político Juan Yépez y el ataque a una partida militar, por parte de supuestos villistas, cerca de la población; organizó con la milicia estatal un ataque a la población, en la que mandó formar en el centro de la ciudad a todos los adultos varones, mientras que el nuevo jefe político, Genaro Valtierra, iba señalando a los supuestos villistas que inmediatamente fueron fusilados, convirtiéndose en los mártires de la Revolución.
27 de junio de 1824 – Fecha de la carta dirigida al gobernador del estado de Guanajuato, Carlos Montes de Oca, suscrita por el alcalde de Santa Cruz de Comontuoso, Jacinto Ramírez; mediante la cual, se informa la reiniciación de los trabajos de la construcción del templo. Los responsables del templo eran los sacerdotes franciscanos fray José Martínez y fray Francisco Orogravejo. 
Julio
3 de julio de 1819 – Muere Andrés Delgado Mendoza “El Giro”, en la Barranca de la Laborcilla, ocho kilómetros al norte de Santa Cruz de Comontuoso, en un enfrentamiento contra una partida realista, comandada por Anastasio Bustamante. Fue decapitado y su cabeza fue expuesta en la plaza principal de Salamanca, mientras que el resto de su cuerpo fue sepultado en la capilla de bóveda en la calle Victoria, en Santa Cruz de Comontuoso.
3 de julio de 2006 – Por primera vez, en los comicios realizados para elegir a los integrantes del H. Ayuntamiento Constitucional, resultó ganador a la presidencia municipal un candidato del Partido Acción Nacional, Juan Antonio Acosta Cano.
6 de julio de 1997 – Por primera vez, en los comicios realizados para elegir a los integrantes del H. Ayuntamiento Constitucional, resultó ganador a la presidencia municipal, un candidato de un partido político diferente al Partido Revolucionario institucional, con el profesor Ernesto Rodríguez Villafaña, del Partido Verde Ecologista de México.
9 de julio de 1718 – El virrey de la Nueva España, don Baltasar de Zúñiga, ordena ejecución y colocar las primeras piedras de cuatro parroquias, una para cada grupo solicitante de terrenos de las haciendas de Comontuoso, El Guaje, Los Amoles y El Rincón.
9 de julio de 1894 – Al terminar una gira artística con la Compañía Típica Ítalo-Mexicana de González y Bianculli, de la cual era director de orquesta, el compositor del vals “Sobre las olas”, Juventino Rosas, enferma de mielitis espinal, por lo que es internado en la Quinta de Salud de Nuestra Señora del Rosario, en el poblado costeño Surgidero de Batabanó, municipio de Batabanó, provincia de La Habana, en Cuba, en donde fallece a las 17:00 horas de esta fecha.
27 de julio de 1846 – Nace en la ciudad de Celaya, José María Pérez Campos, pedagogo, investigador, educador, periodista, escritor, poeta y pintor. Director de la Escuela Modelo “Benito Juárez”, de 1893 a 1910, en la Villa de Santa Cruz.
31 de julio de 1876 – Nace en el pueblo de Santa Cruz, Ignacio López, ingeniero en minas y político carrancista, quien sería diputado constituyente en 1916-1917.
Agosto
30 de agosto de 1994 – Fallece en la ciudad de Celaya, el santacrucense, don J. Jesús Arellano Navarro, compositor del corrido “Primero Guanajuato”.
Septiembre
4 de septiembre de 1999 – Comienza a funcionar en Santa Cruz de Juventino Rosas, el primer centro educativo de nivel superior, la Universidad Interactiva a Distancia del Estado de Guanajuato (UNIDEG), plantel Santa Cruz de Juventino Rosas, del SABES.
6 de septiembre de 1977 – Inicio de actividades de la primera escuela de nivel medio superior en el municipio, la Escuela Preparatoria “Juventino Rosas”, gracias al apoyo de ciudadanos altruistas y del Club Rotario de Santa Cruz de Juventino Rosas, principalmente.
14 de septiembre de 1723 – Las autoridades eclesiásticas, bendijeron el primer templo que sustituyó a la capilla original en Santa Cruz de Comontuoso. Administrativamente, los cuatro nuevos pueblos: Santa Cruz de Comontuoso, Purísima Concepción del Guaje, San José de los Amoles y San Bartolomé del Rincón,  pertenecían al departamento de Celaya; y, eclesiásticamente, al curato de San Juan de la Vega, que se integraba con San Juan de la Vega, como sede del curato y las vicarías de Santa Cruz de Comontuoso, Purísima Concepción del Guaje,  San José de los Amoles, San Bartolomé del Rincón, San Miguel de Octopan y Neutla.
15 de septiembre de 1953 – Primer partido de fútbol en Juventino Rosas, enfrentándose el Deportivo Santa Cruz contra Deportivo Villagrán.
17 de septiembre de 1666 -  Con esta fecha, pasada ante la fe del escribano real Andrés Pacheco, de la jurisdicción de Celaya; quedó asentada la escritura en la que, don Cristóbal Cano y Molina, propietario de la hacienda de Comontuoso, vende al nativo don Diego Martín, quien había sido su trabajador, un rancho que ya venía rentando el indígena, al sur de la hacienda, de tres caballerías de tierra en 560 pesos oro. A este rancho, se le comenzó a conocer como Santiaguillo de Cuendá, que fue poblado por los descendientes de Diego Martín; actualmente, Santiago de Cuendá, localidad del municipio de Santa Cruz de Juventino Rosas.
17 de septiembre de 1918 – Refundación de Santa Cruz de Galeana. De 1912 a 1916, en plena Revolución, Santa Cruz de Galeana, es atacado por gavillas revolucionarias; algunos de sus habitantes, mediante la leva, son recluidos forzosamente al ejército; y, finalmente, en 1916, con la matanza de santacrucenses, ordenada por el gobernador José Siurob; la población es abandonada por la mayoría de sus habitantes, convirtiéndola en un pueblo fantasma, sin autoridades civiles ni eclesiásticas. Es hasta esta fecha, que santacrucenses que radicaban en Celaya, decidieron regresar a Santa Cruz de Galeana y pacificar el lugar, que se había convertido en guarida de maleantes. Dirigidos por Francisco R. Lerma Vázquez, Enrique González Tovar, Lorenzo Moreno Rico, Mariano Olivares Prado, Crescenciano Olivares Prado, Ángel Paniagua Flores y Agapito Gasca Mosqueda, entre otros; lograron expulsar a los maleantes de la abandonada ciudad, aunque en esta acción resultó muerto Mariano Olivares Prado, mártir de la Refundación. Así se repobló la ciudad y paulatinamente, se establecieron las autoridades civiles y eclesiásticas.
21 de septiembre de 1717 – Comisionado por el alcalde mayor de León, previa notificación hecha a la propietaria de la hacienda de Comontuoso, Margarita Cano, se constituyó al pie de la Sierra de Codornices, parte de la Sierra Central del actual estado de Guanajuato, concretamente en el centro de los terrenos afectados a la hacienda, don José de Villa y Urrutia, teniente general de partido de la alcaldía mayor de León; y así, a los indios arrendatarios de dicha hacienda, que vivían dispersos, le asignó a cada jefe de familia de éstos, un solar, correspondiente a una manzana y se dejaron dos solares reservados, uno para la casa curial y otro para la casa de gobierno. Diligencias parecidas se realizaron en El Guaje, Los Amoles y El Rincón. A partir de entonces, se les conoce como las vicarías de Comontuoso, de El Guaje, de Los Amoles y de El Rincón.
24 de septiembre de 1993 – Firma del documento oficial, mediante el cual, los municipios de Santa Cruz de Juventino Rosas,  estado de Guanajuato, en México y Batabanó, provincia de La Habana, en Cuba, lugares que vieron nacer y morir al compositor Juventino Rosas Cadenas, respectivamente, se declaran “Ciudades Hermanas”, con áreas de cooperación en salud, educación, deporte, cultura y agricultura. Siendo suscrito el documento por Raúl González Rico, presidente municipal del Ayuntamiento Constitucional 1992-1994, de Santa Cruz de Juventino Rosas y por Raúl Castro, alcalde de Batabanó. 
28 de septiembre de 1954 – Con motivo de un aniversario más de la toma de la Alhóndiga de Granaditas, por parte de los insurgentes encabezados por don Miguel Hidalgo, el gobernador del estado de Guanajuato, don José Aguilar y Maya, solicitó a todos los ayuntamientos que crearan un escudo municipal, para estrenarlos en el desfile de esta fecha. Siendo presidente municipal de Juventino Rosas, Ricardo González González, instruyó a J. Jesús Lerma Campos, para que se encargara de mandar hacer el escudo de armas del municipio. Por las gestiones del señor Lerma, el experto en heráldica, el español Antonio Nieto León, director de la revista “Anales”, de Madrid, España, y encargado de la sección heráldica y apellidos, quien investigó las principales características de la población, creó el escudo municipal que continúa vigente.
Octubre
9 de octubre de 1718 – Don Baltasar de Zúñiga Guzmán Sotomayor y Mendoza, marqués de Valero y duque de Arión, 36° virrey de la Nueva España, otorga la cédula virreinal que concede licencia a los naturales de la jurisdicción de Celaya, para la fundación de pueblos-doctrina, pueblos de indios, elevando así a las ya vicarías de Comontuoso, El Guaje, Los Amoles y El Rincón, a la categoría de pueblos. Conociéndose en adelante estos pueblos hermanos, con los nombres que les fueron otorgados por el virrey en la propia cédula, sobre la base de los santos titulares y patronos de la casa grande de las haciendas. La santa titular y patrona de la hacienda de Comontuoso, era la Santa Cruz; la santa titular y patrona de la hacienda de El Guaje, era la Purísima Concepción; el santo titular y patrono de la hacienda de Los Amoles, era San José; y, el santo titular y patrono de la hacienda de El Rincón, era San Bartolomé. Por tal razón, los nombres decretados en la cédula virreinal fueron: Santa Cruz de Comontuoso (Santa Cruz de Juventino Rosas), Purísima Concepción del Guaje (Villagrán), San José de los Amoles (Cortazar) y San Bartolomé del Rincón (Rincón de Tamayo, municipio de Celaya).
10 de octubre de 2006 - Primer Ayuntamiento Constitucional, en el que el presidente municipal, Juan Antonio Acosta Cano, resultó triunfador en las elecciones, postulado como candidato por el Partido Acción Nacional.
19 de octubre de 1910 – Fallece en la ciudad de Celaya, el profesor José María Pérez Campos, director de la Escuela Modelo “Benito Juárez” en la villa de Santa Cruz, de 1893 a 1910.
20 de octubre de 1935 – Fallece en la Ciudad de México, el diputado constituyente de Santa Cruz de Galeana, Guanajuato, Ignacio López.
Noviembre
7 de noviembre de 1792 – Nace en la ciudad de Salamanca, en una casa frente al costado sur de la capilla de Santa María Nativitas, Andrés Delgado Mendoza “El Giro”, guerrillero insurgente que luchó en la Guerra de Independencia, quien frecuentemente se refugiaba en Las Fuentes, en Santa Cruz de Comontuoso.
19 de noviembre de 1886 – Mediante el decreto número 8, la Duodécima Legislatura Local del estado de Guanajuato, otorga la categoría de villa al pueblo de Santa Cruz. Conociéndose en adelante como la villa de Santa Cruz.
24 de noviembre de 2008 – Inauguración de la Universidad Politécnica, Campus Juventino Rosas, en terrenos de la exhacienda de Valencia, en Santa Cruz de Juventino Rosas.
Diciembre
4 de diciembre de 1994 - Por primera vez, desde 1931, en los comicios realizados para elegir a los integrantes del H. Ayuntamiento Constitucional, resultó ganador a la presidencia municipal, un candidato no postulado por el Partido Revolucionario Institucional o sus antecesores el Partido Nacional Revolucionario o el Partido de la Revolución Mexicana, con el triunfo del candidato independiente, Ramón Gasca Mendoza.
Actividades económicas
Vehículos, barcos y aeronaves motorizadas (569), Finanzas, banca y seguros (352) y Industrias de materiales diversos (cerámica, madera, plástico y vidrio) (348).
15 de diciembre de 1717 – El teniente general de partido, don José de Villa y Urrutia, rinde informe al virrey y al alcalde mayor de León, respecto a las diligencias de afectación y asignación de solares en terrenos de las haciendas de Comontuoso, El Guaje, Los Amoles y El Rincón, que se convierten en vicarías. (Copia y plagio de texto de Víctor Manuel García Flores)

## Cultura
Arqueología
Existían tres centros poblacionales prehispánicos en el municipio: al norte,  El Naranjillo y El Rinconcillo; al sur, en la planicie.
El poblado rural conocido como El Naranjillo, se encuentra aproximadamente a 8 kilómetros de la cabecera municipal. En línea recta, al oriente de lo habitado, se encuentra una elevación conocida como “Cerro del Indio” a unos 800 metros del sitio de referencia. En ese cerro, en su cúspide, existieron dos pirámides revestidas, sus gradas con canteras bien labradas. Como a diez metros debajo de la cima al lado poniente, se encuentra una plataforma pétrea y sobre unas lozas planas bastantes grandes. Frente a este cerro hay otro, el cual fue una verdadera fábrica de armamento, ya que se encontraron muchas flechas terminadas, otras a medio labrar y otras inservibles o defectuosas y montones de lascas de donde hacían dichas flechas.
En El Rinconcillo se encuentran algunos vestigios arqueológicos, pero muy pocos.
Nunca se ha determinado con exactitud en donde se encontraba el centro poblacional en la planicie, es decir, en el Bajío.
Estas poblaciones fueron fundadas y habitadas, entre el siglo XIII y el XVI, en el período u horizonte postclásico, por los otomíes o ñahñúes. Sus edificaciones tenían clara influencia tolteca.
Patrimonio edificado
Parroquia de la Santa Cruz
En 1798 inician los trabajos de construcción del templo principal, la actual parroquia, en pleno centro del pueblo, trabajos que se detuvieron en 1822 y reiniciaron en 1824. En el atrio se encuentra una fuente y el monumento a la Santa Cruz que indica el lugar donde se originó la fundación de la ciudad, está construida en cantera rosa, en un estilo neoclásico y su interior estilo jónico. Los planos originales son atribuidos a Francisco Eduardo Tresguerras, por su estilo, sin estar documentado este hecho.
El 18 de mayo de 1824 es la fecha de la carta dirigida al gobernador del estado de Guanajuato, coronel Pedro Otero, suscrita por el alcalde de Santa Cruz de Comontuoso, Jacinto Ramírez y por el secretario, Francisco Sardaneta; mediante la cual, se solicita apoyo para continuar con las obras de construcción del templo, detenidas desde 1822.  
El 27 de junio de 1824 es la fecha de la carta dirigida al gobernador del estado de Guanajuato, Carlos Montes de Oca, suscrita por el alcalde de Santa Cruz de Comontuoso, Jacinto Ramírez; mediante la cual, se informa la reiniciación de los trabajos de la construcción del templo. Los responsables del templo eran los sacerdotes franciscanos fray José Martínez y fray Francisco Orogravejo.
Se concluye la construcción en 1842 siendo el párroco,  fray José María Vázquez.
Santuario de la Virgen de Guadalupe
En 1894,  siendo párroco de la villa de Santa Cruz, fray Francisco María Arroyo, inician los trabajos de construcción del Santuario de Guadalupe, en el norte de la villa, que se vieron interrumpidos en la Revolución, continuando los trabajos al concluir la gesta social.
Capilla de San Antonio  
Desde mediados del siglo XX, al noreste de la ciudad, se edificó una pequeña capilla en honor de San Antonio. En 1995, siendo párroco de la ciudad, fray Jesús Durán, gracias a la cooperación de los santacrucenses, se construyó la actual capilla, más grande y más moderna.  
Capilla de la Virgen de la Luz
Empezó su devoción cuando se encontró una piedra con la imagen de la Virgen de la Luz, en la década de los años sesenta del siglo XX,  en la que hoy es la colonia Villa Magisterial, después en los setenta en el Club Campestre y después en su actual templo, al sur de la ciudad, en la colonia La Luz.
Patrimonio Intangible
El Municipio es de una riqueza patrimonial muy notable por la fuerza de sus tradiciones que han perdurado por medio oral desde el siglo XVI, incluyendo su famosa herbolaria, así como las curaciones mágicas que le han dado una sólida identidad cultural que se manifiesta en sus fiestas tradicionales, sus alimentos y golosinas.
Grupos étnicos
Cuando llegaron los españoles al actual territorio mexicano, en 1517, en lo que ahora es Guanajuato, si bien los llamados chichimecas merodeaban por las diferentes regiones del estado, las principales etnias se distribuían de la siguiente manera: en el norte, en las regiones conocidas como la Sierra Gorda y parte de Los Altos, los chichimecas, nombre genérico que se les daba a chimalhuacanos, pames, guamares, copuces, guaxabanes, cazcanes, guachichiles, serranos y jonaces; en el sur, en parte de la región conocida como los Valles Abajeños, al sur del río Lerma, los purépechas o tarascos; y, en el centro, en las regiones de parte de Los Altos, la Sierra Central, el Bajío y parte de los Valles Abajeños, región conocida en ese entonces como Mo-o-ti, palabra otomí que significa “Lugar de metales”, los otomíes o ñahñúes.
A pesar de que algunos investigadores opinan que, los chichimecas fueron los primeros pobladores en el ahora municipio de Santa Cruz de Juventino Rosas y que, posteriormente llegaron los otomíes; justo es aclarar que, no es de dudarse que grupos chichimecas hayan cruzado por este territorio en los diferentes períodos u horizontes históricos, en busca de mejores condiciones de vida, provenientes del norte, de Aridoamérica, en su paso hacia el altiplano central. Asimismo, bueno es recordar que los mesoamericanos llamaban chichimecas a todas las etnias nómadas que venían de Aridoamérica, en estado bárbaro, incluyendo a los otomíes y que algunos historiadores contemporáneos siguen considerando a los otomíes como chichimecas.
Sin embargo, lo más probable es que, el primer grupo étnico que llegó al lugar que se llamaría Santa Cruz de Comontuoso, actualmente Santa Cruz de Juventino Rosas, en parte de la región conocida como Mo-o-ti, entre la Sierra Central y el Bajío, en Aridoamérica, aunque cercano a la frontera con Mesoamérica, fue el otomí o ñahñú; es difícil precisar la fecha, pero tal hecho tuvo que acontecer en el período u horizonte postclásico, entre los siglos XIII y XVI. Si bien, como se mencionaba, en esta época, y aún en anteriores, diferentes grupos nómadas, entre ellos los chichimecas, es posible que hayan cruzado por territorio santacrucense, en su peregrinar a Mesoamérica, lo cierto es que, los otomíes fueron los primeros en establecerse en el lugar en forma sedentaria.
Los otomíes o ñahñúes, son indígenas que en la actualidad habitan principalmente en el centro de Hidalgo, al noroeste del Estado de México y en pequeñas zonas de Guanajuato, Querétaro, Michoacán, Morelos, Puebla, Tlaxcala y Veracruz. Su lengua forma parte del grupo otomangue. Los otomíes se establecieron en el período u horizonte clásico en el noroeste del valle de México, principalmente en Xaltocán e Ixtapalapa; procedían al parecer de Tula, y es posible que, hayan dominado un territorio mayor al que ocupaban a la llegada de los españoles. Durante el siglo XIII, el imperio de Xaltocán alcanzó su apogeo. Texcoco fue habitada primeramente por otomíes, sus fundadores. Algunos grupos otomíes, se sometieron a un amplio mestizaje en los valles del altiplano central, mientras que otros se establecieron en las entidades señaladas. Los otomíes rechazan que se les adjudique dicho nombre, que significa “Flechadores de pájaros” o “Agresivos”, y prefieren llamarse ñahñúes, que quiere decir “Gente de aquí”. Sus principales deidades eran: Yoxippa, dios creador y protector; Dahtzu-me y Na-ndoe-hta, madre y padre viejos; Dche-hmuhke, dios del agua y de los sembradíos; Hiadi, dios del sol, dador del fuego y de la vida; Eday, dios del viento, de la fuerza y de la milpa; y, Na-ztzibi, dios del fuego hogareño.
En el ahora municipio de Santa Cruz de Juventino Rosas, los otomíes o ñahñúes se establecieron en las mediaciones de El Naranjillo y El Rinconcillo y también en la planicie, en los dos primeros lugares todavía se encuentran restos arqueológicos, pese al saqueo del que han sido objeto.
La población indígena es de 155 personas, 0.28% de la población del municipio de los cuales 82 son hombres y 73 mujeres. La principal lengua indígena es la otomí, del grupo otomangue.
Tradiciones y Leyendas
Entre las leyendas se encuentran: “La Llorona”, “Chepe Benito”, “María Graciana”, “El Puente del Conde”, “El Padre sin Cabeza”, “Andrés Delgado “El giro”, “El Chan”, “El Sherga”, La niña que juega con las visitas en la casa de la esquina entre Morelos y 16 de Septiembre, La procesión de los Monjes, El correo de la hacienda de Comontuoso, Los Niños Emparedados, Cruces de los cuatro vientos, Los Nahuales.
El Chan era un espíritu del agua que vivía dentro de los pozos artesanales y si los niños se asomaban al pozo, los jalaba hacia adentro.
Por otra parte, el municipio cuenta con una relevante tradición herbolaria y de brujería, que se extiende incluso a la región.

## Ciudades hermanas[6]
- Celaya, Guanajuato[7][8]
- Villagran, Guanajuato[9][8]
- Salamanca, Guanajuato[9][10][8]